# Collateral (film)
Collateral è un film d'azione del 2004 diretto da Michael Mann.
È stato presentato fuori concorso alla 61ª Mostra internazionale d'arte cinematografica di Venezia.

## Trama
Los Angeles, USA. Max Durocher è un meticoloso tassista che cerca di guadagnare abbastanza per avviare la sua attività di limousine. Uno dei clienti della serata è la procuratrice federale Annie Farrell, che lavora per il procuratore degli Stati Uniti del distretto centrale della California. Durante il tragitto verso il suo ufficio, i due iniziano una conversazione e, alla fine della corsa, Annie dà a Max il suo biglietto da visita.
Il prossimo cliente di Max è Vincent, che rivela a Max di trovarsi a Los Angeles solo per quella notte per concludere un affare immobiliare e offre a Durocher 600 dollari per accompagnarlo in diversi luoghi. Inizialmente riluttante a violare le regole, Max alla fine accetta. Mentre il tassista aspetta alla prima fermata, un cadavere cade sulla sua auto e Vincent scende in strada poco dopo, rivelandosi un sicario. Il corpo è il primo di cinque obiettivi, scomodi testimoni collegati ad un'inchiesta su un gruppo di narcotrafficanti. Max perciò viene preso in ostaggio dal killer e diventa in maniera involontaria suo complice, tentando di convincerlo a desistere sottolineando l'atrocità dell'uccidere altre persone, ma Vincent risponde a tono spiegando la sua filosofia nichilista, costringendo Max a nascondere il corpo nel bagagliaio e a continuare a guidare. Poco dopo, il detective della narcotici di Los Angeles Ray Fanning arriva all'edificio dove Vincent ha compiuto l'omicidio e si scopre che la vittima, di nome Ramon, era un informatore della polizia.
Alla seconda fermata, Vincent lega le mani di Max al volante: quest’ultimo chiede aiuto a un gruppo di giovani, ma due di loro lo derubano e si impossessano della valigetta di Vincent, che li uccide entrambi e la recupera, dicendo a Max che i due giovani sono morti per colpa sua. Fanning arriva all'obitorio dell'ospedale e vede i corpi dell'avvocato Sylvester Clark, secondo obiettivo di Vincent, e dei due ladri morti, e dal tipo di esecuzione capisce che si tratta dell'opera di un professionista.
Intanto Vincent ordina a Max di guidare fino a un jazz club. Al club, Vincent si intrattiene con il proprietario Daniel in una conversazione. Vincent rivela che Daniel era il suo terzo obiettivo, in quanto destinato a testimoniare contro il suo cliente. Max supplica Vincent di lasciare andare Daniel, inducendolo a offrire un compromesso, scommettendo che Daniel non può rispondere a una domanda su Miles Davis. Daniel sembra dare una risposta corretta, ma Vincent inaspettatamente spara a Daniel in testa, insoddisfatto della sua risposta.
Venendo a conoscenza delle visite notturne di Max all'ospedale per vedere sua madre Ida, Vincent insiste affinché Max proceda con la visita, dove i due incontrano inavvertitamente Fanning nell'ascensore dell'ospedale, ma rimangono anonimi l'uno all'altro. All'ospedale, Ida si disinteressa degli sforzi del figlio, ma si comporta in modo caloroso con Vincent. Dice con orgoglio a Vincent che Max ha una sua compagnia di limousine, rivelando che Max le ha mentito per ottenere la sua approvazione. Sopraffatto, Max se ne va, rubando la valigetta di Vincent e facendosi inseguire: convinto di chiudere la questione, la lancia in autostrada, dove viene distrutta da un camion in transito. Con le informazioni sui suoi ultimi due obiettivi distrutte, Vincent costringe Max a incontrare il signore della droga Felix Reyes-Torrena, suo cliente e mandante degli omicidi, per ottenere nuovamente le informazioni.
Max, fingendosi Vincent, acquisisce le informazioni, ma Reyes-Torrena ordina comunque ai suoi uomini di ucciderlo se non porta a termine il lavoro. Max si reca con Vincent in un nightclub, alla ricerca del prossimo obiettivo, Peter Lim. Fanning, mentre cerca un collegamento tra le tre vittime, fa visita all'agente dell'FBI Frank Pedrosa. Pedrosa identifica le vittime come testimoni in un gran giurì federale che incrimina Reyes-Torrena il giorno successivo. Pedrosa pensa che il sicario sia Max, in base alla sorveglianza dell'FBI che ha visto Max entrare e uscire dal bar di Reyes-Torrena, e ordina agli agenti dell'FBI di proteggere Lim. Al nightclub, Vincent uccide i sicari di Reyes-Torrena, Lim e le sue guardie del corpo. Fanning, che ha intuito lo scambio di persona, salva Max e lo porta fuori di nascosto, ma Vincent gli spara mortalmente e costringe Max a tornare nel taxi.
Durante la fuga, un Max esasperato e stufo della sua impotenza affronta Vincent sulle sue convinzioni nichiliste e i due si scambiano insulti prima che Max si schianti deliberatamente con il taxi. Vincent fugge, ma un agente di polizia cerca di arrestare Max dopo aver visto il cadavere nel bagagliaio. Max nota il portatile aperto di Vincent, scoprendo che il suo obiettivo finale è Annie. Max riesce a sopraffare l'agente di polizia con la pistola di Vincent e si precipita verso l'edificio dell'ufficio di Annie. Rubando il telefono di un passante, Max chiama Annie per avvertirla. Max le rivela i dettagli sulle precedenti vittime di Vincent, invitandola a chiamare il 911. Vincent, che si è armato con la pistola di una guardia di sicurezza, mette alle strette Annie ma viene colpito e ferito da Max, che fugge a piedi con Annie. Vincent insegue i due su un treno della metropolitana. Messo all'angolo sul treno, Max ingaggia una sparatoria improvvisa con Vincent, che viene ferito a morte e si accascia su un sedile, non risparmiando a Max un'ultima uscita sulla sua filosofia nichilista. Max e Annie scendono alla stazione successiva, mentre è ormai l'alba e Vincent, ormai deceduto, continua a viaggiare da solo sul treno della metropolitana e senza ancora la presenza di persone in attesa della luce del giorno dimenticando quello che è successo. 

## Produzione

### Cast
Colin Farrell, Edward Norton e Russell Crowe erano stati considerati per il ruolo di Vincent prima di Tom Cruise, mentre per il ruolo di Max i produttori avevano pensato a Robert De Niro e Adam Sandler.
Per la pellicola Cruise, Foxx e Ruffalo sono stati sottoposti ad un rigoroso periodo di preparazione. Cruise, oltre ad un addestramento con le armi da fuoco, per abituarsi a muoversi in modo disinvolto, si è finto corriere per la FedEx a Los Angeles, per un mese, con il trucco di Vincent. Molti cittadini regolarmente serviti da Cruise hanno testimoniato di non averlo mai riconosciuto. 
Foxx ha invece lavorato con la compagnia di trasporti pubblici di Los Angeles per creare il personaggio di Max (come raccontato da Michael Mann nei contenuti speciali inclusi nel DVD del film).
L'attore Jason Statham fa un piccolo cameo come Frank Martin all'inizio del film: è l'uomo con la valigetta che si incontra con Vincent all'aeroporto.

### Riprese
Il film è completamente ambientato di notte fonda, a Los Angeles. Proprio per questo è stato interamente girato nelle ore notturne, con l'ausilio di appositi filtri per donare alla pellicola una tonalità ed un'atmosfera cupa e misteriosa.
Circa l'80% delle riprese, cominciate il 13 ottobre 2003, sono state girate in digitale, donando all'aspetto finale del film quello di una vecchia pellicola di celluloide granulosa.

## Colonna sonora
Quando Vincent prende per la prima volta il taxi, il sottofondo musicale è una versione jazz dell'Aria in re maggiore dalla suite nº 3 BWV 1068 di Johann Sebastian Bach eseguita dal gruppo musicale tedesco Klazz Brothers & Cuba Percussion. Durante l'inseguimento della polizia federale al taxi si può sentire la canzone Shadow on the Sun della band statunitense Audioslave.
Tutta la scena nel Jazz Club è un esplicito tributo a Miles Davis: l'improvvisazione del trombettista è in realtà un estratto di un famoso brano di Davis, Spanish Key dall'album Bitches Brew, ed il suo nome verrà citato più volte nel dialogo tra Vincent e il musicista. Per la scena della sparatoria nella discoteca è stata utilizzata la versione Korean Style del brano di Paul Oakenfold, Ready, Steady, Go.
Le musiche originali sono composte da James Newton Howard, e sono state pubblicate in edizione integrale dall'etichetta specializzata Intrada. Solo metà delle musiche da lui create, sono state inserite nella pellicola.

## Premi e riconoscimenti
- 2005 - Premio Oscar
  - Nomination Miglior attore non protagonista a Jamie Foxx
  - Nomination Miglior montaggio a Jim Miller e Paul Rubell
- 2005 - Golden Globe
  - Nomination Miglior attore non protagonista a Jamie Foxx
- 2005 - Premio BAFTA
  - Migliore fotografia a Dion Beebe e Paul Cameron
  - Nomination Miglior regista a Michael Mann
  - Nomination Miglior attore non protagonista a Jamie Foxx
  - Nomination Migliore sceneggiatura originale a Stuart Beattie
  - Nomination Miglior montaggio a Jim Miller e Paul Rubell
  - Nomination Miglior sonoro a Elliott Koretz, Lee Orloff, Michael Minkler e Myron Nettinga
- 2005 - Satellite Award
  - Miglior montaggio
  - Miglior suono
  - Nomination Migliore sceneggiatura originale a Stuart Beattie
  - Nomination Miglior attore non protagonista in un film drammatico a Jamie Foxx
  - Nomination Migliori effetti visivi
- 2005 - Saturn Award
  - Nomination Miglior film d'azione/di avventura/thriller
  - Nomination Miglior regia a Michael Mann
  - Nomination Miglior attore a Tom Cruise
  - Nomination Miglior sceneggiatura a Stuart Beattie
- 2004 - National Board of Review Award
  - Migliori dieci film
  - Miglior regista a Michael Mann
- 2004 - Critics' Choice Movie Award
  - Nomination Miglior film
  - Nomination Miglior attore non protagonista a Jamie Foxx
- 2005 - Screen Actors Guild Award
  - Nomination Miglior attore non protagonista cinematografico a Jamie Foxx
- 2005 - Empire Award
  - Nomination Miglior film
  - Nomination Miglior regista a Michael Mann
  - Nomination Miglior attore a Tom Cruise
- 2005 - MTV Movie Award
  - Nomination Miglior cattivo a Tom Cruise